# Orosháza
Orosháza is een plaats (város) en gemeente in het Hongaarse comitaat Békés.